# 哈佛三剑客
哈佛三剑客是指20世纪40年代前期的哈佛大学裡，三位优秀的中国留学生韩德培、吴于廑和张培刚的戏称。在抗日战争结束后的两年裡，这三人先后都接受了国立武汉大学校长周鲠生先生的邀请，回国到武大任教，成为武大三剑客。以三剑客为代表的海归派的充实，使得武大形成了真正意义的自由之风。

## 韩德培
韩德培是中国国际私法学泰斗，先后毕业于国立中央大学和多伦多大学。1942年转入哈佛大学法学院，以“特别研究生”的身份继续从事法学研究。1945年底，他拒绝了刚刚成立的联合国的工作邀请，于1946年，应周鲠生“有约在先”之聘，回国到武大任教。历任武大法律系主任、武大教授会主席以及武大校务委员会副秘书长。由于他的努力和取得的卓越成效，使得武大法律系成为院系调整中全国仅有的三个被破例保留的综合性大学法律系之一。
1957年，他被扣上了“山中宰相”的右派帽子，密藏的大量笔记资料被白蚁蛀食一空。1960年摘帽后返回武大，法律系已不复存在，他被安排到外文系。文革开始，他因在教英语时用教室黑板上方“马恩列斯毛”的画像中各人的胡子来区别英语中表示“胡子”的几个词，而被学生告发，后抄家游街，甚至第二次戴上了右派的帽子。1970年代初，韩德培以“右派分子”和“劳教人员”之身，奉命从事了大量联合国文件的翻译工作，得到外交部的高度评价。文革结束后得到平反，经刘道玉校长再三邀请，重建武大法律系，网罗了姚梅镇、马克昌、张泉林、何华辉等大量优秀人才。并于1980年建立起全国综合性大学中第一个国际法研究所，1981年又建立起中国乃至亚洲唯一的、同时也是整个亚太地区最大的环境法研究所。1984年出版的《中国大百科全书·法学卷》，将韩德培作为“当代中国的法学人物”予以专条介绍，他也由此成为其中载有传记条目的中国十大法学家之一。2000年1月8日，武大为韩德培先生举行了隆重的九十华诞纪念活动和法学思想研讨会。2009年5月29日21时，韩德培因病医治无效在武汉逝世，享年99岁。

## 吴于廑
吴于廑是中国世界史学科的主要开拓者和奠基人，毕业于私立东吴大学历史系。1941年4月以“特优成绩”考取了清华大学第五届留美公费生，在哈佛大学先后获文学硕士和哲学博士学位。1947年，吴于廑先生应周鲠生的邀请，回国到武大任教。历任武大历史系主任、武大副校长。
1950年，他在全校抗美援朝参军参干动员大会上，以“学大汉武立国”（把“国立武汉大学”牌楼按由左至右顺序来读）为题，作精彩讲演，使师生员工深受鼓舞。1960年代，与周一良共同主编了中国第一部大型世界通史教材，正式建立起中国的世界史学科。1970年代以来，他的一系列宏篇巨论在中国世界史学界引起了强烈共鸣，被誉为“世界历史新理论在我国兴起”。成为《中国大百科全书·外国历史卷》共列举的八位中国的世界历史学家之一（武大另有杨人楩、雷海宗二位校友入围）。1993年4月6日，武大为吴于廑先生的八十寿辰举行了“世界史学科建设与世界史观学术研讨会”。4月9日，他以抱病之身又去主持与齐世荣先生共同主编的新的世界史教材的编务会议，在发言时突然发病，抢救无效，不幸逝世。他的家人后来在他床上发现了一张小纸片，上书：“一直写到大同国”，却由于他的突然逝世而无法完成。一年后，唐长孺去世，武大历史系的“吴唐时代”从此结束。

## 张培刚
张培刚是世界公认的发展经济学创始人，毕业于国立武汉大学经济系。1941年4月，张培刚与吴于廑同榜考取清华大学第五届留美公费生，成为武大考上清华庚款公费留美的第一人；同时，他们二人也是该次考试所招取的仅有的两名文科类考生，分别为“经济史”和“工商管理”学科。在哈佛大学先后获经济学硕士和博士学位。1945年，张培刚的博士论文《农业与工业化》问世，他的博士論文获得1946-1947年度哈佛大学经济学“大卫·威尔士奖金”，他也是荣获此奖的“东方第一人”。此獎項為哈佛大學年度最佳經濟學博士論文，獲獎者可以得到500美金的獎勵。这篇论文后来被国际学术界认为是“发展经济学”的奠基之作，而张培刚本人也被誉为“发展经济学的创始人”。1946年8月，来到武大任经济系教授兼系主任。1948年1月，又应聘担任联合国亚洲及远东经济委员会顾问及研究员。1949年2月，辞去联合国优厚的职务和待遇回母校续任前职。
1949年起，任武大校委会常委兼总务长，代理法学院院长兼经济系主任，1952年底随院系调整调华中工学院任建校规划办公室主任和基建办公室主任。在极“左”路线的严重影响下，中止了发展经济学的研究近30年。1969年，《农业与工业化》一书在美国再版，可这篇博士论文却成了他的“反动思想罪证”，被要求写检查，作交代，而他本人也作为“反动学术权威”被大肆批斗。经两次抄家，他多年珍藏的重要文献资料成箱被毁。1979年，瑞典皇家科学会宣布将当年的诺贝尔经济学奖授予美国经济学家刘易斯和舒尔茨，以表彰他们在发展经济学上所作出的杰出贡献。但事实上，张培刚更有资格获得这一奖项。2002年秋，华中科技大学为张培刚先生举行了发展经济学与中国工业化和现代化研讨会暨张培刚教授九十华诞庆贺会。2011年11月23日病逝世，享年98岁。

## 其他
在哈佛就学期间，谭崇台、陈观烈、陈文蔚三人，继韩德培、吴于廑、张培刚三人之后，也赢得了“哈佛三剑客”（亦称“剑桥三剑客”）的美誉。
- 谭崇台：武汉大学毕业生，哈佛大学经济学硕士，武汉大学商学院终身名誉院长。
- 陈文蔚：武汉大学毕业生，先后就读于哈佛大学和芝加哥大学，毕业后一直供职于美国俄亥俄州的玛瑞埃塔大学。
- 陈观烈：中央大学毕业生，哈佛大学经济学硕士，复旦大学经济学院首任院长，2000年去世。